# Erlikosaurus
Erlikosaurus là một chi khủng long, được Perle vide Barsbold & Perle mô tả khoa học năm 1980.